# Lista de formações geológicas de Marte vistas pela sonda Opportunity
Segue abaixo uma lista de formações geológicas de Marte vistas pela sonda Opportunity:

## Crateras
- Cratera Argo
- Cratera Beagle
- Cratera Eagle
- Cratera Emma Dean
- Cratera Endurance
- Cratera Erebus
- Cratera Fram
- Cratera Nereus
- Cratera Santa Maria
- Cratera Victoria
- Cratera Vostok

## Rochas
- Bounce Rock
- El Capitan
- Heat Shield Rock
- Last Chance

## Miscelânea
- Cape Verde (Marte)
- Meridiani Planum
- Terra Meridiani